# Schütz (Geisenried)
Schütz ist ein Wohnplatz in der Stadt Marktoberdorf auf der Gemarkung Geisenried.
Die Einöde war ein Gemeindeteil der früheren Gemeinde Geisenried und wird heute dem Gemeindeteil Engratsried zugerechnet. Sie liegt am nördlichen Rand des Wertachtals gut vier Kilometer südwestlich vom Marktoberdorfer Zentrum.